# Magnolia henryi
Magnolia henryi este o specie de plante din genul Magnolia, familia Magnoliaceae, descrisă de Stephen Troyte Dunn. Conform Catalogue of Life specia Magnolia henryi nu are subspecii cunoscute.